# Тигела
Ти́гела (ест. Tõhela küla) — село в Естонії, у волості Тистамаа повіту Пярнумаа.

## Населення
Чисельність населення на 31 грудня 2011 року становила 32 особи.

## Географія

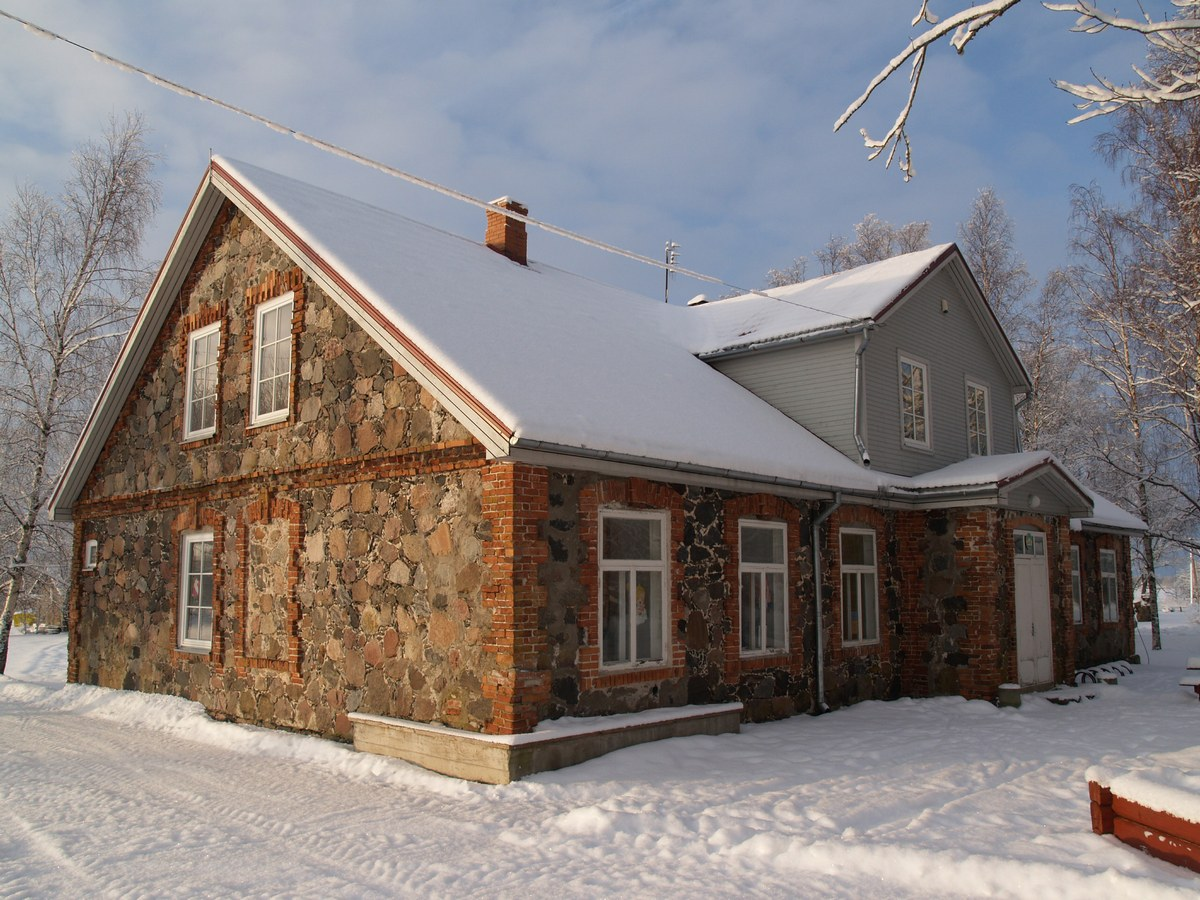
Народний дім

На південь від села розташовується озеро Тигела (Tõhela järv). На півдні Тигела межує з селом
Мяннікусте.
Через село проходить автошлях 131 (Каллі — Тистамаа — Вяраті).

## Історія
Вперше поселення під назвою Toigell згадується в документах у 1518 році .

## Пам'ятки природи
На схід від села лежить територія природного заповідника Нятсі-Вилла (Nätsi-Võlla looduskaitseala).